# Perth 70 Catalogue
El Perth 70 Catalogue (literalmente Perth 70: Positions of 24900 Stars) es un catálogo estelar publicado en 1976 que contiene datos de 24.871 estrellas. En él figuran las posiciones exactas y magnitudes de las estrellas de referencia -sobre todo del hemisferio sur-, además de otros datos útiles, tales como movimientos propios aproximados, velocidades radiales y paralajes. El catálogo es el resultado de las observaciones de círculo de meridiano realizadas por la expedición del Observatorio de Hamburgo a Perth (Australia) como parte del esfuerzo internacional de Southern Reference Stars (SRS).

## Nomenclatura
Las entradas del catálogo figuran con el formato SRS NNNNN, siendo NNNNN un número comprendido entre 1 y 45.115, faltando entradas entre los números 24.995 y 45.115.
Como ejemplos se pueden citar a SRS 30273, que corresponde a Wezen (δ Canis Majoris), SRS 30066, que corresponde Sheratan (β Arietis) -la estrella más brillante de Aries-, y SRS 30628, que corresponde a Wei (ε Scorpii).